# Fujisaki
Fujisaki (藤崎町?) è una cittadina giapponese della prefettura di Aomori.